# Faurea racemosa
Faurea racemosa là một loài thực vật có hoa trong họ Quắn hoa. Loài này được Farmar miêu tả khoa học đầu tiên năm 1908.